# Azure Virtual Desktop
Azure Virtual Desktop (AVD), anteriorment conegut com Windows Virtual Desktop (WVD), és un sistema basat en Microsoft Azure per virtualitzar els seus sistemes operatius Windows, proporcionant escriptoris i aplicacions virtualitzats al núvol (a través d'Internet). S'adreça a clients empresarials més que no pas a usuaris particulars.
Microsoft va anunciar WVD per primera vegada el setembre de 2018, disponible com a previsualització pública el març de 2019, i disponible en general a finals de setembre de 2019.
El client de Windows Virtual Desktop està disponible per a Windows, macOS, Android, iOS i navegadors web HTML5.